# .zap ファイル
.zap ファイル (Zero Administration Package) は、ユーザーが、MSIファイルの存在しないアプリケーションに対し、Windows（Windows 2000、Windows XP ProfessionalやWindows Vista）上にアプリケーションの発行を許可するテキストファイルである。

## 基本的な.zap ファイル
.zap ファイルは、システム管理者がそれを作ろうとすると、単純になったり複雑になったりする。.zap ファイルには、最低限アプリケーション名（フレンドリー名と呼ばれる）とコマンドラインのセットアップという、2つのフィールドが必要である。その他の情報はオプションである。
.zap ファイルは、一重の角括弧 ([ ]) で囲まれたApplicationという単語から成るタイトル行で始まる。この下方に、二つの必要な項目である、FriendlyName = "Name" およびSetupCommand = "\\Server\share\setupfile" といったエントリフィールドが書かれる。DisplayVersion =やPublisher =といったオプションエントリも追加できる。DisplayVersionおよびPublisherは値については引用符が必要ではないことに注意すること。
以下にとても単純な.zap ファイルの例を示す:
```
[Application]

FriendlyName
 
=
 
"Program"

SetupCommand
 
=
 
"\\FileServer\Share\setup.exe" /q

```

## .zap ファイルの制限
.zap ファイルは、正しいインストールに失敗した場合にロールバックできず、インストール自体の権限を上げることができず、そして初回使用時にインストールできなかったり初回使用時に別の機能をインストールするといった点で、.MSI ファイルよりも制限が厳しい。
多くの.zap ファイルはユーザーの干渉が必要となる。これは、もしシステム管理者がバッチファイルを作成してバッチファイルコマンドから素早くそしてサイレントなインストールを実行した場合にこの結果となる。しかしながら、（setup.exeのような）実行ファイルを起動することで、SetupCommandで指定された場合でさえ、素早く、受け身で、あるいはサイレントなインストールへの切り替えを回避する。
加えて、.zap ファイルはまたはユーザーがログオンする前やログオンしている間に自動的に実行されることはない。代わりに、ユーザーはWindowsコントロールパネル内においてプログラムの追加と削除にアクセスしなければならず、新規プログラムの追加を選択したりここからインストールすることを選ぶ。ユーザーは、.zap fileが置かれている場所へとアクセスしなければならず、（もしこれらの場所が異なる場合）セットアップファイルの位置へとアクセスしなければならず、別の方法でアプリケーションをインストールすることはない。
.zap ファイルをコンピュータに割り当てることはできず、ユーザーが発行しなければならない。それゆえ、ユーザーが別のコンピュータに移った場合（仮使用の場合でも）、.zapファイルはこのアプリケーションを、プログラムが存在するかしないかに依らず、そのマシンにインストールすることができる。
最後に、ユーザーがもはやソフトウェアを必要としなくなった場合でも、.zap ファイルは自動的にアンインストールすることはできない。代わりに、コンピュータが関連した組織単位から削除された場合にアンインストールを設定できる.MSIインストールとは異なり、ソフトウェアをマシンに永久にインストールしたままにする。

## .zap Fileの発行
.zap ファイルが作成され、それをアクセス可能にシェアするよう配置された（通常はこの位置にアクセスするActive Directoryグループを作成する）後、システム管理者はGroup Policy Objectを作成する必要がある。編集画面を開き、ユーザー設定、ソフトウェア設定をソフトウェアインストールを選択して、.zap ファイルの場所に新しいパッケージを作成する。GPOはデフォルトでは.MSIに対してのものなので、システム管理は.MSI ファイルの代わりに.zap ファイルを探すように保障する必要がある。
新しいパッケージを受け入れて、GPOに関連する組織単位 (OU) を割り当てることで、アプリケーションを発行する。それから、ユーザーはGPOを管理するサーバからグループポリシーをリロードする必要がある。これは再び、またはコマンドラインから"gpupdate"を実行することで、ログオフしてからか再度ログオンしているいずれかを介して行うことができる。